# 溴化亚铁
溴化亚铁，化学式FeBr2，棕黄色潮解固体，可溶于水。在室温下从水溶液中结晶出淡绿色的六水合物。温度升高时，也可结晶出四水合物和二水合物。400 °C时，在溴化氢气流中加热含水的溴化亚铁，可以得到无水盐。

## 结构
FeBr2为碘化镉型层状晶格结构，Br−成紧密堆积的层，Fe2+填充在八面体空隙中。
同族的碘形成的碘化亚铁也采取这种结构，但在另外两个卤化亚铁中，氯化亚铁为氯化镉型结构，氟化亚铁则为金红石型结构。
无水溴化亚铁可溶于乙醚、乙醇和乙腈中，表明该化合物具有一定的共价性。

## 制备
溴化亚铁可以通过铁与溴化铁反应制得：
{\displaystyle {\rm {2FeBr_{3}+Fe\rightarrow 3FeBr_{2}\,}}}
此外，赤热的铁与溴或溴化氢反应也可以生成溴化亚铁。高温时溴化铁会分解为溴化亚铁。